# Zbyněk Sýkora
Zbyněk Sýkora (* 4. června 1984) je český podnikatel, od prosince 2021 předseda Českého paralympijského výboru, od roku 2024 senátor za obvod č. 14 – České Budějovice, od roku 2018 zastupitel a od roku 2022 rovněž radní města České Budějovice. Je členem ODS.

## Život
Po dopravní nehodě je upoután na invalidní vozík.
Dne 4. prosince 2021 byl zvolen předsedou Českého paralympijského výboru.
Je držitelem titulů Bc. a MBA.
Je ženatý a má dvě děti. Bydlí v Českých Budějovicích.

## Politické působení
V komunálních volbách v roce 2018 kandidoval do Zastupitelstva města České Budějovice ze 7. místa kandidátky subjektu „Sdružení Občanské demokratické strany a nezávislých kandidátů“. Mandát zastupitele města se mu podařilo získat. V komunálních volbách v roce 2022 kandidoval do Zastupitelstva města České Budějovice z 2. místa kandidátky ODS. Mandát zastupitele města se mu podařilo obhájit. Dne 24. října 2022 byl rovněž zvolen radním města.
V krajských volbách v roce 2020 kandidoval do Zastupitelstva Jihočeského kraje z 15. místa kandidátky ODS, avšak nebyl zvolen.
Ve volbách do Poslanecké sněmovny PČR v roce 2021 kandidoval v Jihočeském kraji z 10. místa kandidátky koalice SPOLU (tj. ODS, KDU-ČSL a TOP 09), avšak nebyl zvolen.
Ve volbách do Senátu PČR v roce 2024 kandidoval za ODS v obvodu č. 14 – České Budějovice. Jeho kandidaturu podpořily také KDU-ČSL a TOP 09. V prvním kole vyhrál, když získal 39,84 % hlasů. Ve druhém kole se utkal s nestraníkem za hnutí ANO Ladislavem Ondřichem, kterého porazil poměrem hlasů 68,23 % : 31,76 % a stal se tak senátorem.